# لوح زجاجي

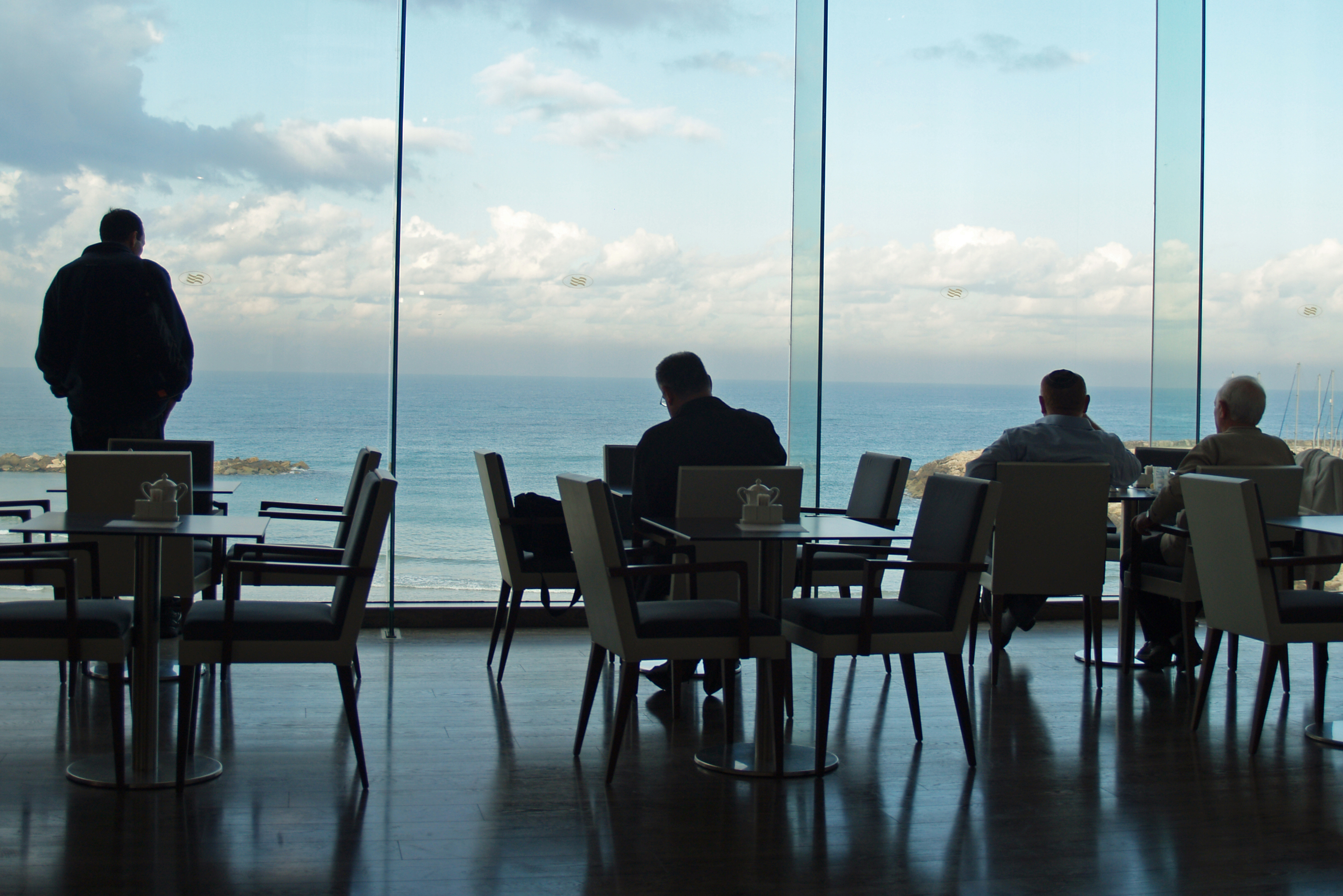
نوافذ زجاجية

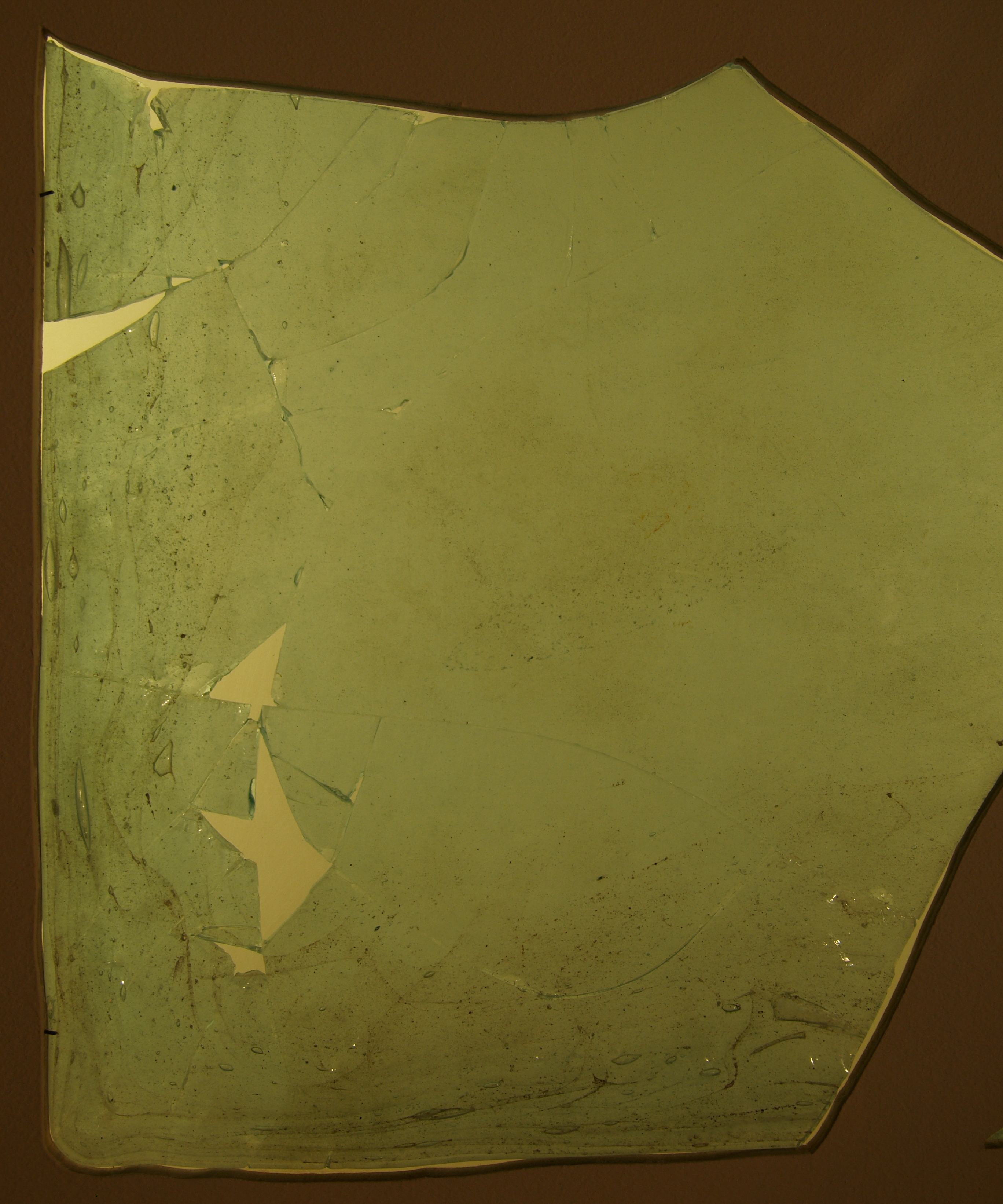
قطعة من زجاج نافذة روماني يعود إلى مابين القرن الواحد إلى القرن الرابع بعد الميلاد

لوح الزجاج أو الزجاج المسطح نوع من الزجاج، يُنتج لوح الزجاج ويستخدم للنوافذ ,الابواب الزجاجية، الجدران الشفافة وحاجب الريح الزجاجي.وتستخدم ايضاً في الهندسة المعمارية الحديثة وفي تطبيقات السيارات. وتقف الواح الزجاج بالضد من الآوعية الزجاجية مثل القناني، الاقداح والدورق وبالضد من الالياف الزجاجية (الذي يستخدم في العزل الحراري) , و الإتصالات البصرية .
يحتوي لوح الزجاج على نسبة اعلى من أكسيد المغنيسيوم و أكسيد الصوديوم وكميات أقل من السيليكا , أكسيد الكالسيوم و أكسيد الألومنيوم .
معظم الواح الزجاج تصنع من زجاج الصودا والجير وينتج أكثره بطريقة (طريقة الزجاج المصقول) .